# Campeonato Chileno de Futebol de 1963 - Segunda Divisão
O Campeonato Chileno de Futebol de Segunda Divisão de 1963 foi a 12ª edição do campeonato do futebol do Chile, segunda divisão, no formato "Primera B". Em turno e returno os 14 clubes jogam todos contra todos. O Campeão é promovido para o Campeonato Chileno de Futebol de 1964. O último colocado iria para as Associações de Origem de Futebol do Chile - nível local.

## Participantes
| Equipe                                                | Cidade       | Região                  | No ano anterior                                                     | Estádio                                               | Capacidade | Títulos        | Participações |
| ----------------------------------------------------- | ------------ | ----------------------- | ------------------------------------------------------------------- | ----------------------------------------------------- | ---------- | -------------- | ------------- |
| Club Deportivo Trasandino de Los Andes                | Los Andes    | Província de Aconcágua  | Nono Lugar                                                          | Estádio Regional de Los Andes                         | 2.500      | 0 (não possui) | 12            |
| Club de Deportes de la Universidad Técnica del Estado | Santiago     | Província de Santiago   | Quarto Lugar                                                        | Estádio da Universidad Técnica del Estado             | 3.000      | 0 (não possui) | 10            |
| Club Deportivo San Bernardo Central                   | San Bernardo | Província de Santiago   | Sexto Lugar                                                         | Estádio Maestranza                                    | 4.000      | 0 (não possui) | 8             |
| Deportes Iberia                                       | Los Ángeles  | Provincia de Biobío     | Décimo Lugar                                                        | Estádio Municipal de Los Ángeles                      | 5.000      | 0 (não possui) | 8             |
| Club de Deportes Ñublense                             | Chillán      | Província de Ñuble      | Oitavo Lugar                                                        | Estádio Bicentenário Municipal Nelson Oyarzún         | 12.000     | 0 (não possui) | 5             |
| Club Deportivo Lister Rossel                          | Linares      | Província de Linares    | Terceiro Lugar                                                      | Estádio Fiscal de Linares                             | 7.000      | 0 (não possui) | 4             |
| Club Deportivo Luis Cruz Martínez                     | Curicó       | Província de Curicó     | Quinto Lugar                                                        | Estádio ANFA Luis H. Álvarez                          | 1.000      | 0 (não possui) | 2             |
| Club Deportivo Municipal de Santiago                  | Santiago     | Província de Santiago   | Sétimo Lugar                                                        | Estádio Militar                                       | 13.500     | 0 (não possui) | 2             |
| Club Social y Deportivo San Antonio Unido             | San Antonio  | Província de Valparaíso | Vice Campeão                                                        | Estádio Municipal Doctor Olegario Henríquez Escalante | 2.000      | 0 (não possui) | 2             |
| Club Deportivo Valparaíso Ferroviarios                | Valparaíso   | Província de Valparaíso | Décimo Primeiro Lugar                                               | Estádio Ferroviário Fernando Gualda Palma             | 9.500      | 0 (não possui) | 2             |
| Colchagua Club de Deportes                            | San Fernando | Província de Colchagua  | Décimo Segundo Lugar                                                | Estádio Municipal Jorge Silva Valenzuela              | 5.900      | 0 (não possui) | 7             |
| Club de Deportes Temuco                               | Temuco       | Província de Cautín     | Acesso pelas Associações de Origem de Futebol do Chile              | Estádio Municipal Germán Becker                       | 20.930     | 0 (não possui) | 1             |
| Club de Deportes Ovalle                               | Ovalle       | Província de Coquimbo   | Acesso pelo Campeonato Chileno de Futebol de 1975 - Segunda Divisão | Estádio Municipal de Ovalle                           | 8.000      | 0 (não possui) | 1             |
| Club de Deportes Green Cross                          | Santiago     | Província de Santiago   | Rebaixado do Campeonato Chileno de Futebol de 1962                  | Estádio Nacional de Chile                             | 55.100     | 1 (1960)       | 3             |

## Campeão
| Campeão Chileno Segunda Divisão 1963                        |
| ----------------------------------------------------------- |
| Club de Deportes Green Cross (Santiago) (2º título) Campeão |